# Décès en 1122
Décès
- 1118
- 1119
- 1120
- 1121
- 1122
- 1123
- 1124
- 1125
- 1126

Cette page dresse une liste de personnalités mortes au cours de l'année 1122 :
- 18 janvier: Christina Ingesdotter de Suède, princesse consort de Novgorod, Rostov Veliki et Belgorod.
- mars : Wang Jaji, général et diplomate de la dynastie de Goryeo en Corée.
- 15 mai : Yejong, 16e roi de Goryeo.
- 9 août : Kuno von Urach, cardinal allemand.
- 12 septembre[1] : Al-Hariri de Bassorah, écrivain arabe (né en 1054), auteur de maqamat.
- 20 octobre : Raoul d'Escures, ancien abbé du diocèse de Séez  qui fut évêque de Rochester, puis archevêque de Canterbury.
- 3 novembre : Il-Ghazi, émir d’Alep.
- 4 décembre : Henri III de Carinthie, margrave d'Istrie puis margrave de Vérone et duc de Carinthie.
- 3 décembre : Berthold III de Zähringen, duc de Zähringen.

- Al-Baghawi, ou Abu Muhammad al-Husayn ibn Mas'ud ibn Muhammad al-Farra' al-Baghawi , exégète musulman d'origine persane, un savant du hadith, un juriste (Faqih) Chaféite et un théologien Ash'arite.
- Al-Hariri, savant et écrivain arabe.
- Albert de Namur, comte de Jaffa.
- Amico, cardinal italien.
- Aubrée de Buonalbergo, noble italienne.
- Bahram ibn Shahriyar (en), prince iranien.
- Henri II de Zutphen, comte de Zutphen.
- Jean de Tours, médecin et chapelain de Guillaume le Conquérant, évêque de Wells en Angleterre.
- Odon d'Urgell, évêque d'Urgell.
- Ottokar II de Styrie, margrave de Styrie.
- Raimond Ier, évêque de Marseille.
- Sibylle de Normandie, reine consort d'Écosse.

## Crédit d'auteurs
- Cet article est partiellement ou en totalité issu de l'article intitulé « 1122 » (voir la liste des auteurs).